# Udruga osoba s invaliditetom Bubamara
Udruga osoba s invaliditetom Bubamara je vinkovačka organizacija civilnog društva osnovana 1984. godine s ciljem promoviranja izjednačavanja mogućnosti za osobe s invaliditetom. S preko 1400 članova i preko 200 zaposlenih, Bubamara je jedna od najbrojnijih organizacija civilnog društva u zemlji i posebna je po tomu što svojim djelovanjem obuhvaća sve vrste invaliditeta. Kroz godine postojanja udruga je provela preko 150 projekata uz podršku domaćih i međunarodnih institucija, organizacija i pojedinaca.

## Povijest
Udruga osoba s invaliditetom Bubamara osnovana je 21. prosinca 1984. godine. 2012. godine udruzi je dodijeljena nekadašnja zgrada Osnovne škole Ivana Mažuranića u Vinkovcima od 500 četvornih metara, a svečanosti otvorenja novih prostora prisustvovao je i župan Vukovarsko-srijemske županije Božo Galić.

## Aktivnosti
Aktivnosti udruge podržane su od strane lokalnih, nacionalnih i međunarodnih partnera. Ministarstvo za demografiju, obitelj, mlade i socijalnu politiku podržalo je udrugu kroz program „Zajedničkom suradnjom u prevenciji institucionalizacije” s 333.667,00 kn i kroz uspješne projekte pružanje usluga osobnih asistenata s 432.542,00 kn i asistenata u nastavi s 290.433,00 kn. OTP Banka je udruzi donirala 5.000,00 kn, RTL pomaže djeci „Igrom do zdravlja“ – 50.000,00 kn, Grad Vinkovci za socijalno-humanitarne projekte 80.000,00 kn i za asistente u nastavi 60.000,00 kn. Od međunarodnih donatora, udruzi je iz fondova Europske unije na osnovu uspješnog projekta dodijeljeno 250.000,00 €, a iz Fonda Ujedinjenih nacija za demokraciju 174.900,00 $. U okviru projekta prekogranične suradnje sa Srbijom, a u sklopu CBC programa Hrvatska-Srbija 2007-2013 udruzi je odobren projekt u vrijednosti 700.000 eura.
Jedna od aktivnosti udruge je i pokretanje kafića koji zapošljava osobe s Downovim sindromom kojim se želi odgovoriti na negativne statistike po kojima je udio osoba s invaliditetom u ukupnom broju zaposlenih u Hrvatskoj tek 1,1 posto. Grad Vinkovci kafiću je na korištenje ustupio prostor u centru grada.

## Vanjske poveznice
- Službena stranica  Arhivirana inačica izvorne stranice od 20. kolovoza 2017. (Wayback Machine)